# آهنگ شیرین (فیلم)
آهنگ شیرین (فرانسوی: Chanson douce‎) یک فیلم درام فرانسوی است که در سال ۲۰۱۹ منتشر شد. این فیلم بر پایهٔ رمان آهنگ شیرین اثر لیلا سلیمانی ساخته شد.

## گزیدهٔ بازیگران
- کرین ویار
- لیلا بختی
- آنتوان رینارتز
- ژرمی الکایم
- سارا سوکو
- مارتین شوالیه